# Perissasterias polyacantha
Perissasterias polyacantha är en sjöstjärneart som beskrevs av Hubert Lyman Clark 1923. Perissasterias polyacantha ingår i släktet Perissasterias och familjen trollsjöstjärnor. Inga underarter finns listade i Catalogue of Life.